# ル・タンプル＝シュル＝ロット
ル・タンプル＝シュル＝ロット （Le Temple-sur-Lot）は、フランス、ヌーヴェル＝アキテーヌ地域圏、ロット＝エ＝ガロンヌ県のコミューン。

## 地理
コミューンはヴィルヌーヴ＝シュル＝ロット都市圏に含まれ、ヴィルヌーヴとトナンの間、ロット川沿いにある。

## 歴史
かつてのテンプル騎士団のコマンドリーは13世紀に建設された。
現在のコミューンは、1806年より以前にサン・ジャン・デールおよびサン・シュルピス・ド・リヴェルと、1839年にはカプラジーおよびサン・ジェルヴェと合併して拡大したものである。サン・ジェルヴェは、フランス革命後の国民公会時代（1792年から1795年）にはラ・フラテルニテ（La Fraternité）と改名されていた。

## 人口統計
| 1962年 | 1968年 | 1975年 | 1982年 | 1990年 | 1999年 | 2006年 | 2012年 |
| ------ | ------ | ------ | ------ | ------ | ------ | ------ | ------ |
| 927    | 954    | 898    | 902    | 933    | 969    | 991    | 997    |

source=1999年までLdh/EHESS/Cassini、2004年以降INSEE

## みどころ

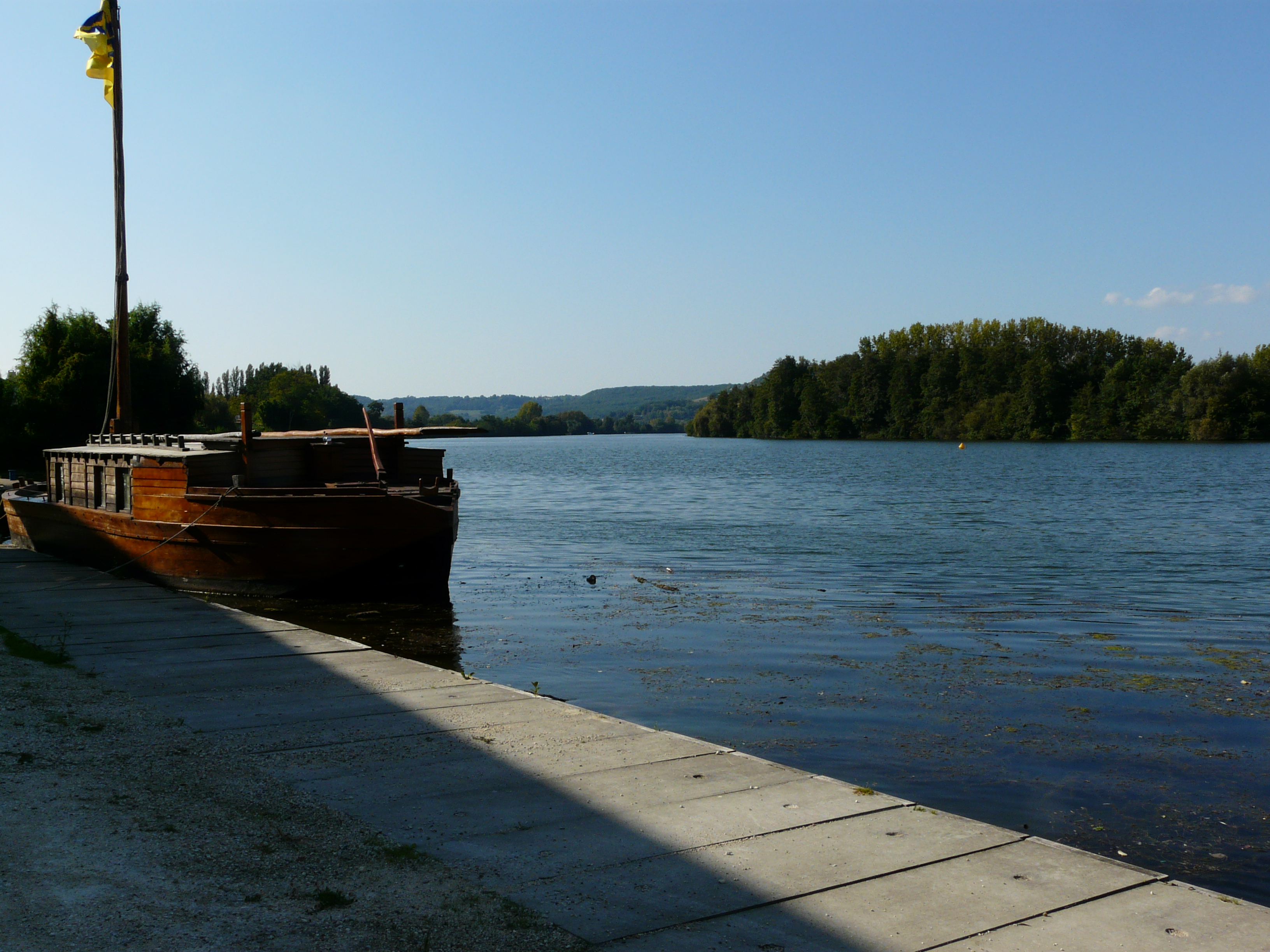
ため池
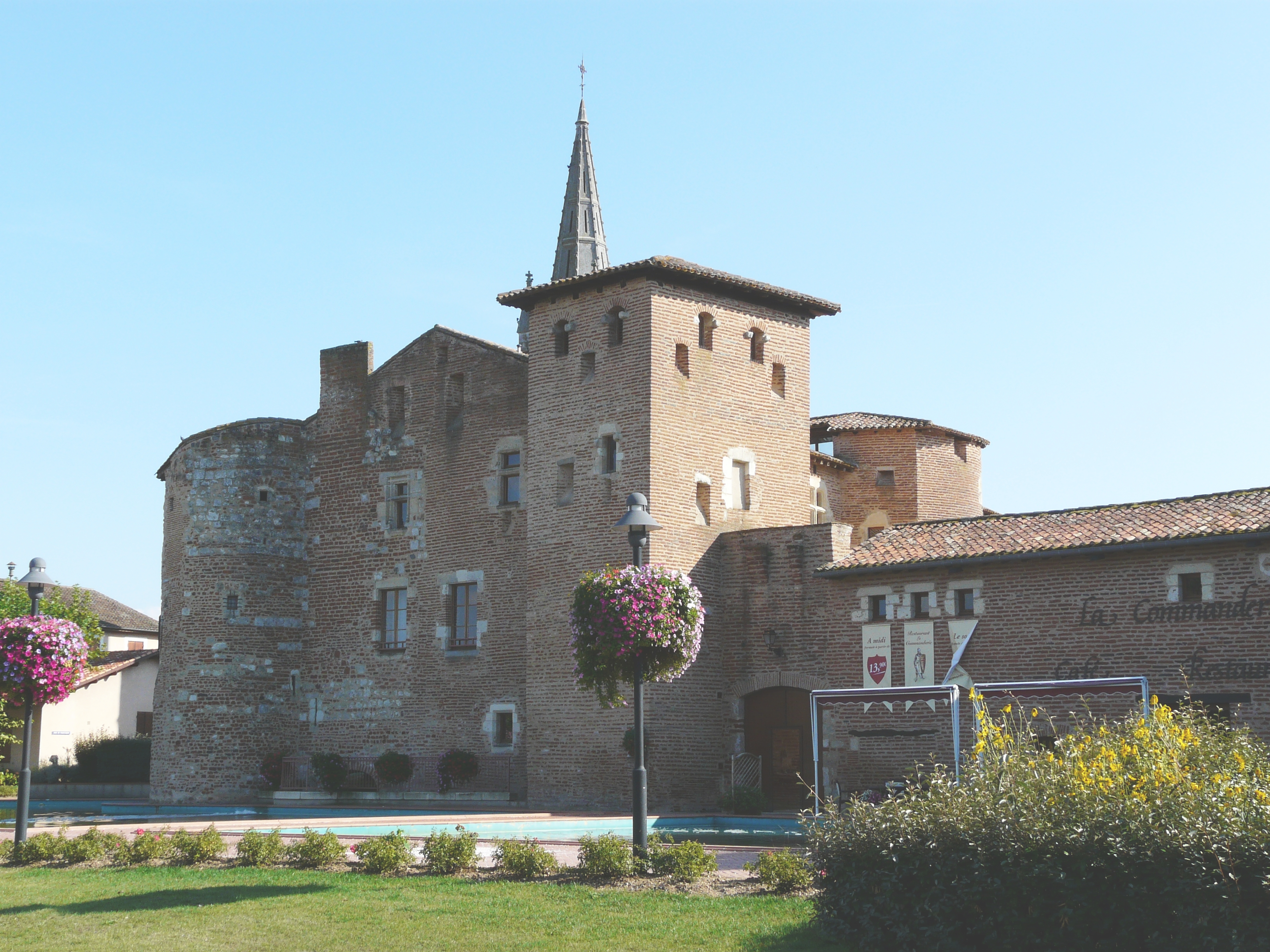
コマンドリー